# Nekrolog 1. Quartal 1937
Nekrolog
◄◄
| ◄
| 1933
| 1934
| 1935
| 1936
| 1937 | 1938 | 1939 | 1940 | 1941 | ► | ►►
1. Quartal |
2. Quartal |
3. Quartal |
4. Quartal 1937
Weitere Ereignisse | Allgemeiner Nekrolog 1937
Die Beschreibung der verstorbenen Person sollte so kurz wie möglich gehalten sein und nur deren signifikante Tätigkeit(en) enthalten.
Neue Namen ggf. auch unter dem Geburts- und Sterbedatum, also etwa unter 1. Januar und im Geburts- und Sterbejahr (2024) eintragen (nur bei entsprechender großer Wichtigkeit). Für Beispiele siehe die schon vorhandenen Artikel.
Außerdem über die fünf zuletzt Verstorbenen, zu denen es einen ausreichend guten Artikel für eine Präsentation auf der Hauptseite gibt, nach der todesbedingten Überarbeitung der Artikel ggf. auch unter Wikipedia Diskussion:Hauptseite informieren und sie am besten auch in den anderen Wikipedia-Sprachversionen eintragen. Tipp: Regelmäßig bei news.google.de nach „ist tot“, „gestorben“ oder „verstorben“ suchen.
Wenn eine Person gestorben ist, gibt es viele Seiten zu dieser Person in der Wikipedia, die davon auch betroffen sind und entsprechend aktualisiert werden müssen. Beispiele: Namenübersichtsseite, Geburtsjahr, Geburtsort-Seiten und viele mehr.
Wie finde ich die betroffenen Seiten?
Im Suchfeld auf der linken Seite gibt man den Suchbegriff so ein: „Vorname Nachname“. Dann klickt man auf Volltext und alle Seiten mit entsprechendem Suchtext werden aufgerufen. Hier sieht man dann schnell, wo auch das Todesjahr Sinn macht oder sogar ein Teil des Artikels angepasst werden muss. Auch hilft das „Werkzeug“ auf der linken Seite sehr gut, um solche Seiten aufzufinden: „Links auf diese Seite“. Somit ist die Wikipedia wieder aktuell in allen Bereichen! Hinweis: bei Eintragung der Kategorie „Gestorben JAHR“ wird der Missbrauchsfilter 49 ausgelöst, was jedoch nicht schlimm ist. Siehe: Spezial:Missbrauchsfilter/49
Dies ist eine Liste von im ersten Quartal 1937 verstorbenen bekannten Persönlichkeiten. Die Einträge erfolgen innerhalb der einzelnen Daten alphabetisch sortiert. Tiere sind im Nekrolog für Tiere zu finden.

## Januar
| Tag        | Name                                        | Beruf, bekannt als                                                                | Alter | Beleg |
| ---------- | ------------------------------------------- | --------------------------------------------------------------------------------- | ----- | ----- |
| 1. Januar  | Karl von der Aa                             | deutscher Wirtschaftspädagoge                                                     | 60    |       |
| 1. Januar  | Paul Herfurth                               | deutscher Verleger                                                                | 81    |       |
| 1. Januar  | John Gresham Machen                         | US-amerikanischer presbyterianischer Theologe                                     | 55    |       |
| 1. Januar  | Grafton Elliot Smith                        | australischer Anatom, Anthropologe und Ägyptologe                                 | 65    |       |
| 2. Januar  | Ross Alexander                              | US-amerikanischer Schauspieler                                                    | 29    |       |
| 2. Januar  | Philip Embury Browning                      | US-amerikanischer Chemiker                                                        | 70    |       |
| 2. Januar  | André d’Erlanger                            | französischer Autorennfahrer                                                      | 41    |       |
| 2. Januar  | Bernard Franklin                            | britischer Turner                                                                 | 47    |       |
| 2. Januar  | Gerhard Steinig                             | deutscher Widerstandskämpfer gegen den Nationalsozialismus                        | 23    |       |
| 3. Januar  | Josef Bunzl                                 | tschechoslowakisch-deutscher Schauspieler                                         | 49    |       |
| 3. Januar  | Alexander Höfer                             | deutscher Bildhauer                                                               | 59    |       |
| 3. Januar  | Anna von Krane                              | deutsche Dichterin, Zeichnerin und Künstlerin                                     | 83    |       |
| 3. Januar  | Richard Weiner                              | tschechischer Journalist und Schriftsteller                                       | 52    |       |
| 4. Januar  | Paul Behncke                                | deutscher Admiral                                                                 | 70    |       |
| 4. Januar  | Alois Raimund Hein                          | österreichischer Maler, Fachschriftsteller und Vereinsgründer                     | 84    |       |
| 5. Januar  | Moritz von Egidy                            | deutscher Kapitän zur See und SS-Hauptsturmführer im SD-Hauptamt                  | 66    |       |
| 5. Januar  | Hedwig Kettler                              | deutsche Frauenrechtlerin und Pionierin der höheren Mädchenbildung                | 85    |       |
| 5. Januar  | Sofie Röhr-Brajnin                          | polnisch-deutsche Sängerin (Sopran)                                               | 76    |       |
| 5. Januar  | Stephen Tomlin                              | britischer Bildhauer                                                              | 35    |       |
| 6. Januar  | André Bessette                              | Laienbruder der Kongregation vom Heiligen Kreuz, Heiliger                         | 91    |       |
| 6. Januar  | Oskar Bloch                                 | deutscher Architekt Schweizer Staatsbürgerschaft                                  | 55    |       |
| 6. Januar  | Victor Schultze                             | deutscher evangelischer Kirchenhistoriker und Christlicher Archäologe             | 85    |       |
| 6. Januar  | Howard Vaughton                             | englischer Fußballspieler                                                         | 75    |       |
| 7. Januar  | Gottfried Berthold                          | deutscher Botaniker und Pflanzenphysiologe                                        | 82    |       |
| 7. Januar  | Alois Bohn                                  | österreichischer Architekt                                                        | 57    |       |
| 7. Januar  | Charles Henderson                           | US-amerikanischer Politiker                                                       | 76    |       |
| 7. Januar  | Arnold Borissowitsch Lachowski              | russischer Maler                                                                  | 56    |       |
| 7. Januar  | Rudolf Seidel                               | deutscher Manager und Politiker (DVP), MdL                                        | 74    |       |
| 8. Januar  | Richard Anschütz                            | deutscher Chemiker                                                                | 84    |       |
| 8. Januar  | Victor Kobler                               | Schweizer Erfinder                                                                | 77    |       |
| 8. Januar  | Adolf Rautmann                              | deutscher Spaßmacher                                                              | 67    |       |
| 8. Januar  | Wilhelm Schwarze                            | deutscher Jurist und Politiker (Zentrum), Mitglied des preußischen Landtages, MdR | 85    |       |
| 8. Januar  | Henry Tonks                                 | britischer Arzt und Maler                                                         | 74    |       |
| 9. Januar  | Frederick Vernon Coville                    | US-amerikanischer Botaniker                                                       | 69    |       |
| 9. Januar  | Hugo Darnaut                                | österreichischer Maler                                                            | 86    |       |
| 9. Januar  | Antonio Ive                                 | italienisch-österreichischer Romanist und Ethnologe                               | 85    |       |
| 9. Januar  | Moriz Winternitz                            | österreichischer Indologe und Ethnologe                                           | 73    |       |
| 10. Januar | Bertie Crewe                                | englischer Architekt                                                              |       |       |
| 10. Januar | John Howard                                 | kanadischer Leichtathlet                                                          | 48    |       |
| 10. Januar | Wilhelm von Nathusius                       | deutscher Nachschub-Offizier im Ersten Weltkrieg                                  | 80    |       |
| 10. Januar | Martemjan Nikititsch Rjutin                 | sowjetischer Politiker                                                            | 46    |       |
| 10. Januar | Iwar Tenissowitsch Smilga                   | lettischer Revolutionär, Ökonom und Linksoppositioneller                          | 44    |       |
| 10. Januar | Julius Stieglitz                            | US-amerikanischer Chemiker                                                        | 69    |       |
| 10. Januar | Georg Tidow                                 | deutscher Rechtsanwalt, Justizrat, Politiker                                      | 66    |       |
| 11. Januar | Günther von Hertzberg                       | preußischer Landrat und Polizeipräsident                                          | 81    |       |
| 12. Januar | Heinrich Christian von Attems-Heiligenkreuz | Landespräsident im Herzogtum Krain und Geheimer Rat                               | 78    |       |
| 12. Januar | Ferdinand Hart                              | tschechischer Schauspieler                                                        | 43    |       |
| 12. Januar | Johann Baptist Keune                        | deutscher Altertumswissenschaftler und Museumsdirektor                            | 78    |       |
| 12. Januar | Georg Weifert                               | serbischer Industrieller und Nationalbankpräsident                                | 86    |       |
| 13. Januar | Robin John Tillyard                         | australischer Entomologe                                                          | 55    |       |
| 13. Januar | Antoine Védrenne                            | französischer Ruderer                                                             | 58    |       |
| 13. Januar | Hugo Winzer                                 | deutscher Eiskunstläufer                                                          |       |       |
| 14. Januar | Korl Biegemann                              | deutscher Mundartdichter                                                          | 82    |       |
| 14. Januar | Hugo Bode                                   | deutscher Pflanzenbauwissenschaftler                                              | 85    |       |
| 14. Januar | Philipp Funk                                | deutscher Historiker                                                              | 52    |       |
| 15. Januar | Carl Appel                                  | deutscher Maler                                                                   | 71    |       |
| 15. Januar | Anton Holban                                | rumänischer Schriftsteller                                                        | 34    |       |
| 15. Januar | Hella Moja                                  | deutsche Schauspielerin                                                           | 44    |       |
| 15. Januar | Josef Steinbach                             | österreichischer Gewichtheber                                                     | 57    |       |
| 16. Januar | Pjotr Lwowitsch Bark                        | russischer Jurist und Politiker sowie russischer Finanzminister (1914–1917)       | 67    |       |
| 16. Januar | Willy Bredschneider                         | österreichischer Komponist und Dirigent                                           | 47    |       |
| 16. Januar | Wilhelm von Kuhlmann                        | deutscher Diplomat                                                                | 57    |       |
| 16. Januar | Auguste Caroline Lammer                     | österreichische Bankgründerin                                                     | 51    |       |
| 16. Januar | Ernst Sieburg                               | deutscher Pharmakologe                                                            | 51    |       |
| 17. Januar | Richard Boleslawski                         | polnischer Schauspieler und Filmregisseur                                         | 47    |       |
| 17. Januar | Robert D. Carey                             | US-amerikanischer Politiker                                                       | 58    |       |
| 17. Januar | Philipp Gretscher                           | deutscher Komponist                                                               | 77    |       |
| 17. Januar | Anna Elisabeth Groll                        | niederländische Stifterin                                                         | 80    |       |
| 17. Januar | Sheffield Ingalls                           | US-amerikanischer Politiker                                                       | 61    |       |
| 18. Januar | Max Adler                                   | deutscher Pädagoge und Historiker                                                 |       |       |
| 18. Januar | Jaime Hilario                               | spanischer Ordensmann, Märtyrer und Heiliger der katholischen Kirche              | 39    |       |
| 18. Januar | Alfred Machol                               | deutscher Chirurg                                                                 | 61    |       |
| 18. Januar | Paul von Naehrich                           | deutscher Rittergutsbesitzer und Zuckerindustrieller                              | 84    |       |
| 18. Januar | Erich von Redern                            | preußischer Offizier, zuletzt Generalleutnant im Ersten Weltkrieg                 | 75    |       |
| 18. Januar | Hans Reichenbach                            | deutscher Hygieniker                                                              | 72    |       |
| 19. Januar | August Blencke                              | deutscher Orthopäde und Hochschullehrer                                           | 68    |       |
| 19. Januar | Zotho Dietzsch                              | deutscher Politiker und Versicherungsdirektor                                     | 81    |       |
| 19. Januar | Henri Douvillé                              | französischer Geologe, Malakologe und Paläontologe                                | 90    |       |
| 19. Januar | Volkmar Oemler                              | deutscher Versicherungsdirektor                                                   |       |       |
| 19. Januar | Douglas Robinson                            | britischer Offizier und Cricketspieler                                            | 72    |       |
| 19. Januar | Ramón Subercaseaux Vicuña                   | chilenischer Maler, Politiker und Diplomat                                        | 82    |       |
| 20. Januar | Richard Benno Adam                          | deutscher Pferdemaler                                                             | 63    |       |
| 20. Januar | Gottlieb Bode                               | deutscher Kaufmann, Kunstsammler und Mäzen                                        | 73    |       |
| 20. Januar | Ludwig Forster                              | bayerischer Konditor, Bürgermeister und Abgeordneter                              | 68    |       |
| 20. Januar | Thomas Freund                               | österreichischer Politiker                                                        | 86    |       |
| 21. Januar | Giuseppe Sartori                            | italienischer Elektrotechniker                                                    | 68    |       |
| 21. Januar | Hermann Freiherr Schenck zu Schweinsberg    | hessischer Kreisrat                                                               | 70    |       |
| 21. Januar | Hermann Schloffer                           | österreichischer Chirurg                                                          | 68    |       |
| 21. Januar | Erich Trefftz                               | deutscher Mechaniker, Mathematiker und Physiker                                   | 48    |       |
| 22. Januar | James Quayle Dealey                         | US-amerikanischer Soziologe und Journalist britischer Herkunft                    | 75    |       |
| 22. Januar | Friedrich Geyer                             | deutscher Politiker (SPD, USPD, KPD), MdR                                         | 83    |       |
| 22. Januar | Reinhold Kuebart                            | deutscher Bildhauer                                                               | 57    |       |
| 22. Januar | Max Kumbier                                 | deutscher Ministerialbeamter und Staatssekretär                                   | 69    |       |
| 22. Januar | Hermann von Zeller                          | deutscher Jurist                                                                  | 87    |       |
| 23. Januar | Orso Mario Corbino                          | italienischer Physiker                                                            | 60    |       |
| 23. Januar | Martin Donandt                              | deutscher Politiker, MdBB, Senator und Bürgermeister in Bremen                    | 85    |       |
| 23. Januar | Jules Février                               | französischer Architekt                                                           | 94    |       |
| 23. Januar | Heinrich Mataja                             | österreichischer Rechtsanwalt und Politiker der Christlichsozialen Partei         | 59    |       |
| 23. Januar | Otto Möckel                                 | deutscher Geigenbauer                                                             | 67    |       |
| 23. Januar | Sophie Pagay                                | österreichische Schauspielerin                                                    | 79    |       |
| 23. Januar | Josef Pekař                                 | tschechischer Historiker                                                          | 66    |       |
| 23. Januar | Marie Prevost                               | kanadische Schauspielerin                                                         | 40    |       |
| 23. Januar | Josef Räuscher                              | deutsch-österreichischer Journalist und Radiopionier                              | 47    |       |
| 24. Januar | Johannes Geel                               | Schweizer Richter und Politiker (FDP)                                             | 82    |       |
| 24. Januar | Andrew Jackson Montague                     | US-amerikanischer Politiker                                                       | 74    |       |
| 24. Januar | Leo Pasetti                                 | deutscher Bühnenbildner                                                           | 54    |       |
| 24. Januar | Karl Wüstefeld                              | deutscher Rektor, Organist und Heimatforscher                                     | 80    |       |
| 25. Januar | Gustav Benz                                 | Schweizer Pfarrer, Prediger und Seelsorger                                        | 70    |       |
| 25. Januar | Henri Cuvelier                              | französischer Wasserballspieler                                                   | 28    |       |
| 26. Januar | Primus Lessiak                              | österreichischer Sprachwissenschaftler                                            | 58    |       |
| 26. Januar | Bertha Mathilde Müller                      | österreichische Malerin                                                           | 88    |       |
| 26. Januar | Viktor Siedek                               | österreichischer Architekt                                                        | 80    |       |
| 27. Januar | Johannes Warns                              | deutscher evangelischer Theologe                                                  | 63    |       |
| 28. Januar | Reinhard Brauns                             | deutscher Mineraloge                                                              | 75    |       |
| 28. Januar | George Buckland                             | britischer Lacrossespieler                                                        | 53    |       |
| 28. Januar | Milka Fritsch                               | deutsche Politikerin                                                              | 70    |       |
| 28. Januar | Anastasios Metaxas                          | griechischer Architekt und Sportschütze                                           | 74    |       |
| 28. Januar | Karl Meyer                                  | deutscher Jurist                                                                  | 74    |       |
| 28. Januar | Max von Portheim                            | österreichischer Geschichtsforscher und Sammler                                   | 79    |       |
| 28. Januar | Otto Schröder                               | deutscher Klassischer Philologe und Gymnasiallehrer                               | 85    |       |
| 29. Januar | Marc-Aurèle de Foy Suzor-Coté               | kanadischer Maler, Bildhauer und Kirchendekorateur                                | 67    |       |
| 29. Januar | Edgar Berkeley Gifford, 4. Baron Gifford    | britischer Adeliger                                                               | 79    |       |
| 29. Januar | Lukas Grünenwald                            | deutscher Lehrer und Heimatforscher                                               | 78    |       |
| 29. Januar | Moritz Heymann                              | deutscher Maler, Grafiker und Kunstpädagoge                                       | 66    |       |
| 29. Januar | August Matthes                              | Mundartdichter                                                                    | 82    |       |
| 30. Januar | Henri Duvernois                             | französischer Schriftsteller                                                      | 61    |       |
| 30. Januar | Alfred Grütter                              | Schweizer Sportschütze                                                            | 76    |       |
| 30. Januar | Abdolkarim Haeri Yazdi                      | schiitischer Großajatollah                                                        |       |       |
| 30. Januar | Hermann Weissenborn                         | deutsch-US-amerikanischer Instrumentenbauer                                       | 73    |       |
| 31. Januar | Henry Archer Ekers                          | kanadischer Politiker                                                             | 81    |       |
| 31. Januar | Pieter Haaxman                              | niederländischer Genre- und Porträtmaler                                          | 82    |       |
| 31. Januar | Spenser Wilkinson                           | britischer Militärhistoriker und Literaturkritiker                                | 83    |       |

## Februar
| Tag         | Name                                     | Beruf, bekannt als                                                                                           | Alter | Beleg |
| ----------- | ---------------------------------------- | --- | ----- | ----- |
| 1. Februar  | Marguerite Audoux                        | französische Romanschriftstellerin                                                                           | 73    |       |
| 1. Februar  | Michail Solomonowitsch Boguslawski       | sowjetischer Gewerkschafter und jüdischer Sozialist                                                          | 50    |       |
| 1. Februar  | Tony Marino                              | US-amerikanischer Boxer                                                                                      | 24    |       |
| 1. Februar  | Gejza Bukowski von Stolzenburg           | österreichischer Geologe                                                                                     | 78    |       |
| 1. Februar  | Jakob Naumowitsch Drobnis                | sowjetischer Politiker und Linksoppositioneller, Opfer des Stalinismus                                       | 46    |       |
| 1. Februar  | Frank Gardner                            | US-amerikanischer Politiker                                                                                  | 64    |       |
| 1. Februar  | Alex Hill                                | US-amerikanischer Jazzpianist und Bandleader                                                                 | 30    |       |
| 1. Februar  | Kawahigashi Hekigotō                     | japanischer Haikuist und Essayist                                                                            | 63    |       |
| 1. Februar  | Nikolai Iwanowitsch Muralow              | russischer Revolutionär und Kommandeur der Roten Armee                                                       |       |       |
| 1. Februar  | Georgi Leonidowitsch Pjatakow            | sowjetischer Politiker (KPdSU), Vorsitzender der KP der Ukraine (1918) und Präsident von Gosbank (1929–1930) | 46    |       |
| 1. Februar  | Leonid Petrowitsch Serebrjakow           | russischer Kommunist                                                                                         | 46    |       |
| 2. Februar  | Georg von Ammon                          | deutscher Vizeadmiral der Kaiserlichen Marine                                                                | 67    |       |
| 2. Februar  | Ashiwara Kinjirō                         | selbsternannter „Kaiser“ in Japan                                                                            | 86    |       |
| 2. Februar  | Fritz Fuhrmeister                        | deutscher Komponist und Liedpianist                                                                          | 74    |       |
| 2. Februar  | Reinhold Hanisch                         | zeitweiliger Geschäftspartner Hitlers                                                                        | 53    |       |
| 2. Februar  | Robert Sommer                            | deutscher Psychiater und Hochschullehrer                                                                     | 72    |       |
| 3. Februar  | Juri Nikiforowitsch Danilow              | russischer General                                                                                           | 70    |       |
| 3. Februar  | Albéric Rolin                            | belgischer Jurist und Völkerrechtsexperte                                                                    | 93    |       |
| 4. Februar  | Adolf Brodbeck                           | Schweizer Politiker (FDP)                                                                                    | 78    |       |
| 4. Februar  | Robert Hilgendorf                        | deutscher Seefahrer und Segelschiffkapitän                                                                   | 84    |       |
| 4. Februar  | Alfred Kurth                             | Schweizer Uhrenfabrikant und Politiker                                                                       | 71    |       |
| 4. Februar  | Selma Lohse                              | deutsche Politikerin (SPD), MdR                                                                              | 53    |       |
| 4. Februar  | F. H. Luce                               | US-amerikanischer Politiker                                                                                  | 77    |       |
| 4. Februar  | William Rose                             | englischer Fußballtorhüter                                                                                   | 75    |       |
| 4. Februar  | Louis Williquet                          | belgischer Gewichtheber                                                                                      | 42    |       |
| 5. Februar  | Lou Andreas-Salomé                       | deutsche Schriftstellerin, Erzählerin und Essayistin                                                         | 75    |       |
| 5. Februar  | Albert Curtis Clark                      | britischer Klassischer Philologe                                                                             | 77    |       |
| 5. Februar  | Eleonore Doelter                         | österreichische Grafikerin und Malerin                                                                       | 81    |       |
| 5. Februar  | André Favory                             | französischer Maler                                                                                          | 48    |       |
| 5. Februar  | Stephan Mariacher                        | österreichischer Zisterzienser, Abt des Stiftes Stams (1895 bis 1937)                                        | 76    |       |
| 5. Februar  | Wilhelm Voß                              | deutscher Politiker (SPD, USPD), MdR                                                                         | 57    |       |
| 6. Februar  | Frank Townsend Hutchens                  | US-amerikanischer Maler und Grafiker                                                                         | 67    |       |
| 6. Februar  | Walther Merk                             | deutscher Jurist und Hochschullehrer                                                                         | 53    |       |
| 6. Februar  | Adolf von Oven                           | preußischer Offizier, zuletzt General der Infanterie                                                         | 81    |       |
| 6. Februar  | Gustav Gotthilf Winkel                   | deutscher Verwaltungsjurist; Heraldiker                                                                      | 79    |       |
| 7. Februar  | Charles R. Crisp                         | US-amerikanischer Politiker                                                                                  | 66    |       |
| 7. Februar  | Gottfried Huppertz                       | deutscher Komponist                                                                                          | 49    |       |
| 7. Februar  | Anna Jäger                               | österreichische Opernsängerin (Sopran)                                                                       | 75    |       |
| 7. Februar  | Elihu Root                               | US-amerikanischer Politiker und Jurist, Friedensnobelpreisträger                                             | 91    |       |
| 7. Februar  | Richard Wagner                           | deutscher Klassischer Philologe und Gymnasiallehrer                                                          | 76    |       |
| 7. Februar  | Max Wilhelm Carl Weber                   | deutsch-niederländischer Zoologe und Ichthyologe                                                             | 84    |       |
| 8. Februar  | Axel Varnbüler von und zu Hemmingen      | deutscher Diplomat                                                                                           | 86    |       |
| 8. Februar  | Eduard Stritt                            | deutscher Glasmaler                                                                                          | 66    |       |
| 9. Februar  | Sikko Popta Haak                         | niederländischer Historiker                                                                                  | 60    |       |
| 9. Februar  | Carl Krebs                               | deutscher Musikhistoriker und Musikkritiker                                                                  | 80    |       |
| 9. Februar  | Francis Macaulay                         | englischer Mathematiker                                                                                      | 74    |       |
| 10. Februar | Ali-Akbar Davar                          | iranischer Jurist und Politiker                                                                              |       |       |
| 10. Februar | Max Gießwein                             | deutscher Sänger                                                                                             | ≈73   |       |
| 10. Februar | Franciscus Kenninck                      | niederländischer altkatholischer Bischof                                                                     | 77    |       |
| 10. Februar | Heinrich Voigt                           | deutscher Elektrotechniker                                                                                   | 79    |       |
| 11. Februar | Adolf Gaston Eugen Fick                  | deutscher Augenarzt                                                                                          | 84    |       |
| 11. Februar | Walter Burley Griffin                    | US-amerikanischer Architekt und Landschaftsgestalter                                                         | 60    |       |
| 11. Februar | Wassili Iossifowitsch Gurko              | russischer Offizier                                                                                          | 72    |       |
| 12. Februar | Christopher Caudwell                     | englischer Autor und marxistischer Theoretiker                                                               | 29    |       |
| 12. Februar | Wilhelm Geißler                          | deutscher Tiefbauingenieur                                                                                   | 61    |       |
| 12. Februar | Fritz Lesch                              | deutscher Arbeitersportler und Spanienkämpfer                                                                | 38    |       |
| 12. Februar | Hermann Stauder                          | österreichischer Eisenbahnbeamter und Laien-Schmetterlingskundler                                            | 59    |       |
| 13. Februar | Carl Albrecht Bernoulli                  | Schweizer evangelischer Theologe und Schriftsteller                                                          | 69    |       |
| 13. Februar | Edward Curtis Franklin                   | US-amerikanischer Chemiker                                                                                   | 74    |       |
| 13. Februar | Theodore Just                            | britischer Mittelstreckenläufer                                                                              | 50    |       |
| 13. Februar | István Nagy                              | ungarischer Maler                                                                                            | 63    |       |
| 14. Februar | Hugo Berwald                             | deutscher Bildhauer                                                                                          | 74    |       |
| 14. Februar | Godefroy de Blonay                       | Schweizer Indologe; Mitglied des Internationalen Olympischen Komitees                                        | 67    |       |
| 14. Februar | Franz Böckli                             | Schweizer Sportschütze                                                                                       | 78    |       |
| 14. Februar | Emma Budge                               | deutsch-amerikanische Kunstsammlerin                                                                         | 84    |       |
| 14. Februar | Émile Doumergue                          | reformierter Theologe und Kirchenhistoriker                                                                  | 92    |       |
| 14. Februar | Erkki Melartin                           | finnischer Komponist und Dirigent                                                                            | 62    |       |
| 14. Februar | Anton Rosinke                            | deutscher Anarchist und Widerstandskämpfer                                                                   | 55    |       |
| 14. Februar | Albert Schiestl-Arding                   | deutscher Maler                                                                                              | 53    |       |
| 15. Februar | Vincenzo Lancia                          | italienischer Automobilkonstrukteur                                                                          | 55    |       |
| 16. Februar | Lojze Bratuž                             | slowenischer Chorleiter und Komponist                                                                        | 34    |       |
| 16. Februar | Paul Graetz                              | deutscher Kabarettist, Komiker und Schauspieler                                                              | 47    |       |
| 16. Februar | Paul Hoenscher                           | deutscher Politiker (NSDAP), MdR                                                                             | 49    |       |
| 16. Februar | Paku Alam VII.                           | siebenter Herzog von Pakualam                                                                                | 54    |       |
| 16. Februar | Rodmond Roblin                           | kanadischer Politiker und Unternehmer                                                                        | 84    |       |
| 17. Februar | Heinrich Jakob Bechhold                  | deutscher Chemiker                                                                                           | 70    |       |
| 17. Februar | Viktor Kraemer junior                    | deutscher Verleger in Heilbronn                                                                              | 55    |       |
| 17. Februar | Hugo Meisl                               | österreichischer Fußballnationaltrainer                                                                      | 55    |       |
| 17. Februar | Karl Rompel                              | deutscher Politiker (NSDAP), MdR                                                                             | 48    |       |
| 17. Februar | Johann Martin Roth                       | deutscher Lehrer, Imker und der Begründer der ersten staatlichen Imkerschule Deutschlands                    | 78    |       |
| 17. Februar | John Walker                              | schottischer Fußballspieler                                                                                  | 63    |       |
| 18. Februar | Karl Beichl                              | österreichischer Geologe und Radiästhet                                                                      | 62    |       |
| 18. Februar | Joseph Ehrismann                         | elsässischer Glas- und Kunstmaler (Artiste peintre)                                                          | 56    |       |
| 18. Februar | Lamartine Griffin Hardman                | US-amerikanischer Politiker                                                                                  | 80    |       |
| 18. Februar | Horatio Clarence Hocken                  | kanadischer Politiker und 36. Bürgermeister von Toronto                                                      | 79    |       |
| 18. Februar | Samuel Landauer                          | deutscher Orientalist                                                                                        | 90    |       |
| 18. Februar | Henni Lehmann                            | deutsche Künstlerin und Autorin                                                                              | 74    |       |
| 18. Februar | Werner von Melle                         | Hamburger Senator und Bürgermeister                                                                          | 83    |       |
| 18. Februar | Wilhelm Michaelsen                       | deutscher Zoologe                                                                                            | 76    |       |
| 18. Februar | Enrique Olaya Herrera                    | kolumbianischer Journalist, Diplomat, Politiker und Präsident von Kolumbien (1930–1934)                      | 56    |       |
| 18. Februar | Grigori Konstantinowitsch Ordschonikidse | sowjetischer Politiker (KPdSU) und Volkskommissar für die Schwerindustrie (1932–1937)                        | 50    |       |
| 18. Februar | Robert von Zedlitz und Neukirch          | deutscher Verwaltungsjurist                                                                                  | 64    |       |
| 19. Februar | Hermann Kümmell                          | deutscher Chirurg und Hochschullehrer                                                                        | 84    |       |
| 19. Februar | Horacio Quiroga                          | uruguayischer Schriftsteller                                                                                 | 58    |       |
| 19. Februar | Friedrich Weißler                        | deutscher Jurist                                                                                             | 45    |       |
| 20. Februar | Percy Zachariah Cox                      | britischer Befehlshaber und Diplomat des Britischen Mandatgebietes im Irak                                   | 72    |       |
| 21. Februar | Karl Fischl                              | österreichischer Architekt                                                                                   | 65    |       |
| 21. Februar | Paul André-Marie Janet                   | französischer Physiker                                                                                       | 74    |       |
| 21. Februar | Wallace Martin Lindsay                   | schottischer klassischer Philologe und Paläograf                                                             | 79    |       |
| 21. Februar | Heinrich Vogeler                         | deutscher Theaterschauspieler und Intendant                                                                  | 67    |       |
| 22. Februar | James P. Buchanan                        | US-amerikanischer Politiker                                                                                  | 69    |       |
| 22. Februar | Olly Gebauer                             | österreichische Sängerin und Schauspielerin                                                                  | 28    |       |
| 22. Februar | Rudolf Hammel                            | österreichischer Architekt                                                                                   | 74    |       |
| 22. Februar | Paul von Hedemann-Heespen                | deutscher Verwaltungsjurist, Gutsbesitzer und Landeshistoriker                                               | 68    |       |
| 22. Februar | Robert Hilliard                          | irischer Boxer, Priester der Church of Ireland, Journalist und Freiwilliger im spanischen Bürgerkrieg        | 32    |       |
| 22. Februar | Constantin von Hormuzaki                 | österreichisch-rumänischer Naturwissenschaftler, Jurist und Politiker                                        | 74    |       |
| 22. Februar | Einar Nilsson                            | schwedischer Kugelstoßer, Diskuswerfer und Zehnkämpfer                                                       | 45    |       |
| 22. Februar | Susanne Pilz                             | österreichische Pianistin, Klavierlehrerin und Sängerin                                                      | 74    |       |
| 22. Februar | Paul Würzler-Klopsch                     | deutscher Architekt                                                                                          | 64    |       |
| 23. Februar | Clarence Holiday                         | US-amerikanischer Jazzmusiker                                                                                |       |       |
| 23. Februar | Leopold Julian Kronenberg                | polnischer Bankier und Geschäftsmann                                                                         |       |       |
| 23. Februar | Otto Krusten                             | estnischer Karikaturist                                                                                      | 48    |       |
| 23. Februar | Henry T. Mayo                            | US-amerikanischer Admiral der US Navy                                                                        | 80    |       |
| 23. Februar | Felix Pistor                             | österreichischer Politiker (LBd), Abgeordneter zum Nationalrat                                               | 48    |       |
| 23. Februar | Giustino Sanchini                        | italienischer Geistlicher, Bischof von Fano                                                                  | 76    |       |
| 24. Februar | Mildred Coles                            | englische Tennisspielerin                                                                                    | 60    |       |
| 24. Februar | Wladimir Ippolitowitsch Lipski           | sowjetischer Botaniker                                                                                       | 73    |       |
| 24. Februar | Guy Standing                             | britischer Schauspieler und Marinekommandeur                                                                 | 63    |       |
| 24. Februar | Ernest Webb                              | britischer Geher                                                                                             | 62    |       |
| 24. Februar | Eugen Wiskott                            | deutscher Montanist                                                                                          | 69    |       |
| 25. Februar | Hans Achelis                             | deutscher Kirchenhistoriker                                                                                  | 71    |       |
| 25. Februar | Ernst Wolfgang Freissler                 | schlesischer, österreichischer Schriftsteller, Autor, Lektor, Übersetzer                                     | 52    |       |
| 25. Februar | Josef Pflug                              | österreichischer Politiker (CSP)                                                                             | 68    |       |
| 26. Februar | Władysław Natanson                       | polnischer Physiker                                                                                          | 72    |       |
| 26. Februar | Oleksandr Ossezkyj                       | ukrainischer General und Verteidigungsminister                                                               | 63    |       |
| 26. Februar | Alfred Remy                              | US-amerikanischer Musikschriftsteller und Komponist deutscher Herkunft                                       | 66    |       |
| 26. Februar | Aron Tänzer                              | deutscher Rabbiner                                                                                           | 66    |       |
| 27. Februar | Andrew R. Brodbeck                       | US-amerikanischer Politiker                                                                                  | 76    |       |
| 27. Februar | Gustav Krist                             | österreichischer Reiseschriftsteller                                                                         | 42    |       |
| 27. Februar | Hermann Kühn                             | deutscher Politiker, Staatssekretär des Deutschen Reiches                                                    |       |       |
| 27. Februar | Alexander von Moreau                     | bayerischer Regierungsbeamter                                                                                | 76    |       |
| 28. Februar | Henry E. Stubbs                          | US-amerikanischer Politiker                                                                                  | 55    |       |
| 28. Februar | Josef Witternigg                         | österreichischer Politiker                                                                                   | 56    |       |

## März
| Tag      | Name                             | Beruf, bekannt als                                                                              | Alter | Beleg |
| -------- | -------------------------------- | ----------------------------------------------------------------------------------------------- | ----- | ----- |
| 1. März  | Hermann Beckh                    | deutscher Orientalist und Anthroposoph                                                          | 61    |       |
| 1. März  | DeWitt Jennings                  | US-amerikanischer Film- und Theaterschauspieler                                                 | 65    |       |
| 1. März  | Jehuda Pen                       | jüdisch-litauischer Maler                                                                       | 82    |       |
| 1. März  | Paul Scheinpflug                 | deutscher Komponist und Dirigent                                                                | 61    |       |
| 2. März  | Rudolf Bleidorn                  | deutscher Offizier, zuletzt General der Artillerie                                              | 72    |       |
| 2. März  | Peter Bruckmann                  | Fabrikant                                                                                       | 72    |       |
| 2. März  | Karl Rudolph                     | österreichischer Botaniker und Hochschullehrer                                                  | 55    |       |
| 2. März  | Paul Taubadel                    | deutscher Politiker (SPD), MdR                                                                  | 61    |       |
| 2. März  | Fritz Witte                      | deutscher Theologe, Priester und Kunsthistoriker                                                | 61    |       |
| 2. März  | Gustav Wohlgemuth                | deutscher Chorleiter                                                                            | 73    |       |
| 3. März  | Alois Essigmann                  | österreichischer Schriftsteller                                                                 | 58    |       |
| 3. März  | Hans Müller                      | österreichischer Bildhauer                                                                      | 64    |       |
| 3. März  | Stephan Walter                   | deutscher Bildhauer                                                                             | 65    |       |
| 3. März  | August Ziegler                   | deutscher Önologe und Rebenzüchter                                                              | 51    |       |
| 4. März  | Louis-Martin de Courten          | 22. Kommandant der Päpstlichen Schweizergarde                                                   | 101   |       |
| 4. März  | Raimund Jeblinger                | österreichischer Architekt                                                                      | 83    |       |
| 4. März  | Johann Koch                      | deutscher Politiker (Zentrum), MdR                                                              | 63    |       |
| 4. März  | Heinrich Thieslauk               | Widerstandskämpfer gegen das nationalsozialistische Regime unter Adolf Hitler                   | 48    |       |
| 4. März  | Engelbert Wittich                | jenischer Schriftsteller in Deutschland                                                         | 58    |       |
| 5. März  | Fritz Steinhaus                  | deutscher Schriftsteller                                                                        | 54    |       |
| 6. März  | William Temple Hornaday          | US-amerikanischer Taxidermist                                                                   | 82    |       |
| 6. März  | Rudolf Otto                      | deutscher evangelischer Theologe und Religionswissenschaftler                                   | 67    |       |
| 6. März  | August von Pückler               | preußischer Regierungspräsident in Erfurt                                                       | 72    |       |
| 6. März  | Frank Vosper                     | britischer Schauspieler und Dramatiker                                                          | 37    |       |
| 7. März  | Friedrich Bagdons                | deutscher Bildhauer                                                                             | 58    |       |
| 7. März  | Paul Bekker                      | deutscher Dirigent, Musikkritiker und Intendant                                                 | 54    |       |
| 7. März  | Paul Fillunger                   | österreichischer Bauingenieur                                                                   | 53    |       |
| 7. März  | Franz Giger                      | österreichischer Politiker                                                                      | 80    |       |
| 7. März  | Willy Knorr                      | deutscher Jurist, Verwaltungsbeamter und Politiker (DNVP)                                       | 58    |       |
| 7. März  | Guido von Pogatschnigg           | Rumäniendeutscher Komponist, Kirchenmusiker und Musikpädagoge                                   | 69    |       |
| 7. März  | Johann Ranftl                    | österreichischer katholischer Priester und Lehrer sowie Kunst- und Literarhistoriker            | 71    |       |
| 7. März  | Waldemar Titzenthaler            | deutscher Fotograf                                                                              | 67    |       |
| 8. März  | Israil Iossifowitsch Agol        | sowjetischer Genetiker                                                                          | 45    |       |
| 8. März  | Gustav Hüpeden                   | deutscher Gymnasialprofessor und Politiker (Deutschkonservativ), MdR                            | 87    |       |
| 8. März  | Albert Ernest Kitson             | britischer Geologe                                                                              | 68    |       |
| 8. März  | Josef Laurenz Landenberger       | Schweizer Landschaftsmaler und Zeichner                                                         | 69    |       |
| 8. März  | Howie Morenz                     | kanadischer Eishockeyspieler                                                                    | 34    |       |
| 8. März  | Oscar Näumann                    | deutscher Kunstturner                                                                           | 60    |       |
| 8. März  | Laura Schradin                   | erste Landtagsabgeordnete im württembergischen Landtag                                          | 58    |       |
| 8. März  | Albert Verwey                    | niederländischer Schriftsteller                                                                 | 71    |       |
| 9. März  | Georg Amft                       | deutscher Komponist, Musiklehrer und Heimatforscher                                             | 64    |       |
| 9. März  | Alfred Flechtheim                | deutscher Kunsthändler                                                                          | 58    |       |
| 9. März  | Arthur Hübner                    | deutscher Germanist und Hochschullehrer                                                         | 51    |       |
| 10. März | Arno Leithold                    | sächsischer Landtagsabgeordneter für die DNVP                                                   | 64    |       |
| 10. März | Jewgeni Iwanowitsch Samjatin     | russischer Revolutionär und Schriftsteller                                                      | 53    |       |
| 10. März | Oskar Steinbach                  | deutscher Motorradrennfahrer                                                                    | 23    |       |
| 10. März | Albert C. Willford               | US-amerikanischer Politiker                                                                     | 59    |       |
| 11. März | Alexei Michailowitsch Granowski  | russischer Theater- und Filmregisseur                                                           | 46    |       |
| 11. März | Amé Pictet                       | Schweizer Chemiker                                                                              | 79    |       |
| 11. März | Emil Wille                       | deutscher Gymnasiallehrer und Historiker                                                        | 89    |       |
| 11. März | Theodor Wottitz                  | österreichischer Komponist, Kapellmeister und Textdichter                                       | 61    |       |
| 12. März | Julius Geppert                   | deutscher Pharmakologe                                                                          | 80    |       |
| 12. März | Jenő Hubay                       | ungarischer Violinist und Komponist                                                             | 78    |       |
| 12. März | Harold Adair Nisbet              | englischer Tennisspieler                                                                        | 63    |       |
| 12. März | Wenceslao Paunero                | argentinischer Fechter                                                                          | 50    |       |
| 12. März | George Veditz                    | US-amerikanischer gehörloser Lehrer, Vorstand der National Association of the Deaf              | 75    |       |
| 12. März | Charles-Marie Widor              | französischer Organist, Komponist und Lehrer                                                    | 93    |       |
| 13. März | Francis Johannes                 | deutschstämmiger Geistlicher in den USA und Bischof von Leavenworth                             | 63    |       |
| 13. März | Karl Pinno                       | deutscher Architekt                                                                             | ≈61   |       |
| 13. März | Elihu Thomson                    | britisch-amerikanischer Elektrotechnikingenieur, Erfinder und Unternehmensgründer               | 83    |       |
| 13. März | Arnold Wiltz                     | deutsch-amerikanischer Maler                                                                    | 47    |       |
| 14. März | Lars Phragmén                    | schwedischer Mathematiker                                                                       | 73    |       |
| 14. März | Bertha Wendt                     | deutsche Politikerin (DDP), MdHB                                                                | 77    |       |
| 15. März | Erich Berneker                   | deutscher Slawist                                                                               | 63    |       |
| 15. März | H. P. Lovecraft                  | amerikanischer Horrorautor                                                                      | 46    |       |
| 15. März | Ilse Ohnesorge                   | deutsche Heimatmalerin                                                                          | 70    |       |
| 15. März | Ward Pinkett                     | US-amerikanischer Jazzmusiker                                                                   | 30    |       |
| 15. März | Scipione Riva-Rocci              | italienischer Arzt                                                                              | 73    |       |
| 15. März | Arnold Spuler                    | deutscher Politiker (DNVP), MdR                                                                 | 67    |       |
| 15. März | Gustav Willgeroth                | mecklenburgischer Heimat- und Familienforscher                                                  | 71    |       |
| 16. März | Bruto Buozzi                     | italienischer Turner                                                                            | 51    |       |
| 16. März | Richmond Pearson Hobson          | US-amerikanischer Politiker                                                                     | 66    |       |
| 16. März | Benjamin Baker Moeur             | US-amerikanischer Politiker                                                                     | 67    |       |
| 16. März | Léopold-Émile Reutlinger         | Fotograf                                                                                        | 73    |       |
| 16. März | Alexander von Staël-Holstein     | estnischer Orientalist, Sinologe, Indologe                                                      | 60    |       |
| 17. März | Austen Chamberlain               | britischer Politiker und Außenminister                                                          | 73    |       |
| 17. März | Karl Hauwede                     | deutscher Politiker (SPD), MdL                                                                  | 76    |       |
| 17. März | Johannes Jegerlehner             | Schweizer Schriftsteller                                                                        | 65    |       |
| 17. März | Philip Primrose                  | kanadischer Politiker                                                                           | 72    |       |
| 17. März | Franz Rendtorff                  | deutscher evangelischer Theologe                                                                | 76    |       |
| 18. März | Hugo Karl August Bacmeister      | preußischer Offizier, zuletzt Generalmajor im Ersten Weltkrieg                                  | 75    |       |
| 18. März | Mélanie Bonis                    | französische Komponistin                                                                        | 79    |       |
| 18. März | Felix von Bothmer                | bayerischer Generaloberst                                                                       | 84    |       |
| 18. März | Clémentine-Hélène Dufau          | französische Malerin                                                                            | 67    |       |
| 18. März | John Isaac Moore                 | US-amerikanischer Politiker                                                                     | 81    |       |
| 18. März | Alexander Oppler                 | deutscher Bildhauer                                                                             | 68    |       |
| 18. März | Lidija Tscharskaja               | russische bzw. sowjetische Jugendbuchautorin und Theaterschauspielerin                          | 62    |       |
| 19. März | Alfred Bertram                   | deutscher Verwaltungsbeamter, Richter, Syndikus an der Universität Hamburg und Rechtshistoriker | 46    |       |
| 20. März | Arthur Bernède                   | französischer Schriftsteller, Dramatiker, Librettist und Journalist                             | 66    |       |
| 20. März | Fritz von Eulenburg              | deutscher Rittergutsbesitzer und Politiker                                                      | 62    |       |
| 20. März | Michael Hirschberg               | deutscher Jurist, Sozialdemokrat und Widerstandskämpfer gegen das NS-Regime                     | 47    |       |
| 20. März | Rudolf Lettinger                 | deutscher Schauspieler                                                                          | 71    |       |
| 20. März | André Raynaud                    | französischer Radrennfahrer                                                                     | 32    |       |
| 20. März | Eugène van Dievoet               | belgischer Architekt in der Zeit des Art Déco                                                   | 74    |       |
| 20. März | Harry Vardon                     | englischer Profigolfer                                                                          | 66    |       |
| 21. März | Wilhelm Bünger                   | deutscher Jurist und Politiker (DVP), sächsischer Ministerpräsident (1929–1930)                 | 66    |       |
| 21. März | Emil von Dollen                  | deutscher Theaterschauspieler                                                                   | 52    |       |
| 21. März | Jacob de Haas                    | Journalist und Zionist                                                                          | 64    |       |
| 21. März | Sayed Jaffar                     | indischer Hockeyspieler                                                                         |       |       |
| 21. März | Franz Friedrich Laufer           | preußischer Polizeikommissar                                                                    | 78    |       |
| 21. März | Edwin Sydney Stuart              | US-amerikanischer Politiker                                                                     | 83    |       |
| 22. März | John J. Babka                    | US-amerikanischer Politiker (Demokratische Partei)                                              | 53    |       |
| 22. März | Heinrich Göppert                 | deutscher Unterstaatssekretär und Hochschullehrer                                               | 69    |       |
| 22. März | Frederick William MacMonnies     | US-amerikanischer Bildhauer und Maler                                                           | 73    |       |
| 22. März | Mary Russell, Duchess of Bedford | englische Pilotin und Ornithologin                                                              | 71    |       |
| 23. März | Grace Hudson                     | amerikanische Malerin                                                                           | 72    |       |
| 23. März | Helge Rode                       | dänischer Autor, Kritiker und Journalist                                                        | 66    |       |
| 24. März | Vehbi Dibra                      | albanischer Politiker, Theologe und Übersetzer                                                  | 70    |       |
| 24. März | Annemarie Heise                  | deutsche Malerin und Grafikerin                                                                 | 50    |       |
| 24. März | Leopold Schweitzer               | deutscher Architekt                                                                             | 65    |       |
| 24. März | Max von Sieg                     | preußischer Offizier                                                                            | 78    |       |
| 25. März | Hermann Benke                    | österreichischer Schauspieler                                                                   | 70    |       |
| 25. März | John Drinkwater                  | englischer Schriftsteller                                                                       | 54    |       |
| 25. März | Franz Habich                     | deutscher Architekt                                                                             | 84    |       |
| 25. März | Fritz Hartmann                   | österreichischer Neurologe, Psychiater und Hochschullehrer                                      | 65    |       |
| 25. März | Georges Valmier                  | französischer Maler, Bühnenbildner und Designer                                                 | 51    |       |
| 26. März | Foster V. Brown                  | US-amerikanischer Politiker                                                                     | 84    |       |
| 26. März | Karl Miesitschek von Wischkau    | deutscher Verwaltungsjurist und Regierungsbeamter                                               | 77    |       |
| 26. März | Adolf Morsbach                   | deutscher Jurist und Wissenschaftsfunktionär                                                    | 46    |       |
| 26. März | Henry Alfred Pegram              | britischer Bildhauer                                                                            | 74    |       |
| 27. März | Axel Anderberg                   | schwedischer Architekt                                                                          | 76    |       |
| 27. März | Balduin Bricht                   | österreichischer Journalist sowie Musikkritiker                                                 | 84    |       |
| 27. März | René Cagnat                      | französischer Epigraphiker, Althistoriker und Klassischer Archäologe                            | 84    |       |
| 27. März | Benjamin K. Focht                | US-amerikanischer Politiker                                                                     | 74    |       |
| 27. März | Franz Gerger                     | österreichischer Radrennfahrer                                                                  | 69    |       |
| 27. März | Eugène Grand                     | Schweizer Jurist und Politiker                                                                  | 66    |       |
| 28. März | Albert O. Brown                  | US-amerikanischer Politiker und Gouverneur von New Hampshire                                    | 83    |       |
| 28. März | Frances Brundage                 | US-amerikanische Malerin, Illustratorin und Kinderbuchautorin                                   | 82    |       |
| 28. März | Léonie Chaptal                   | französische Krankenschwester und Präsidentin des International Council of Nurses               | 64    |       |
| 28. März | Gottfried Edelbüttel             | deutscher Offizier, zuletzt General der Infanterie der Reichswehr                               | 69    |       |
| 28. März | James Flanagan                   | US-amerikanischer Ruderer                                                                       | 52    |       |
| 28. März | James B. Frazier                 | US-amerikanischer Politiker                                                                     | 80    |       |
| 28. März | Josef Klička                     | böhmischer Komponist                                                                            | 81    |       |
| 29. März | William M. Butler                | US-amerikanischer Politiker                                                                     | 76    |       |
| 29. März | Wilhelm van Calker               | deutscher Rechtswissenschaftler                                                                 | 67    |       |
| 29. März | Kim Yu-jŏng                      | südkoreanischer Schriftsteller                                                                  | 29    |       |
| 29. März | Karol Szymanowski                | polnischer Komponist                                                                            | 54    |       |
| 30. März | Christophorus Becker             | deutscher Missionar und Hochschullehrer                                                         | 61    |       |
| 30. März | Friedrich Carl Hermann Heye      | deutscher Kaufmann und Unternehmer                                                              | 66    |       |
| 30. März | Philipp Rosenthal                | deutscher Unternehmer                                                                           | 82    |       |
| 30. März | Auguste Wilbrandt-Baudius        | deutsch-österreichische Schauspielerin                                                          | 93    |       |
| 30. März | Heinrich Zoelly                  | Schweizer Ingenieur                                                                             | 74    |       |
| 31. März | Ahmed İzzet Pascha               | osmanischer Staatsmann, Großwesir                                                               |       |       |
| 31. März | Djo-Bourgeois                    | französischer Architekt und Künstler des Art Déco                                               | 38    |       |
| 31. März | Karl Kippenberger                | deutscher pharmazeutischer Chemiker und Hochschullehrer                                         | 68    |       |
|          | Willy Ernst                      | deutscher Beamter sowie Mitbegründer des Zollgrenzschutzes                                      | 58    |       |
|          | Heinrich Ortgies                 | deutscher Waffen-Konstrukteur und Unternehmer                                                   |       |       |